# Hermann Frobenius (Maler)
Hermann Frobenius (auch Herman Frobenius; * 30. April 1871 in Erfurt; † 13. März 1954 in Bad Reichenhall) war ein deutscher Maler und Schriftsteller.

## Leben
Hermann Frobenius war ein Sohn des Militäringenieurs und Publizisten Hermann Frobenius und der Bruder des Ethnologen und Afrikaforschers Leo Frobenius. Der Berliner Zoodirektor Heinrich Bodinus war sein Großvater. Schon als Jugendlicher begann Frobenius, Werke von Tizian, Peter Paul Rubens und Albrecht Dürer zu kopieren. Im Jahr 1890 begann er ein Studium an der Kunstakademie Karlsruhe und wechselte bald nach München. Dort lernte er auch Franz von Lenbach kennen, der ihn förderte und den Malerkollegen Hans von Marées und Arnold Böcklin vorstellte.
Ab 1894 begann Frobenius zu reisen. Er lebte drei Jahre in Florenz, 1910 zog er nach Bozen, später lebte er einige Zeit in Paris, 1914 kurz in Kötschenbroda bei Dresden, anschließend in Berlin. Erst 1925 ließ er sich dauerhaft in München nieder, wo er bis zur Evakuierung nach Bad Reichenhall im Jahr 1944 lebte. Dort starb er zehn Jahre später im Jahr 1954.

## Werk
Nachdem Frobenius anfangs Landschaftsbilder malte, wandte er sich Figurenbildern im dekorativen Stil zu, die vom Jugendstil beeinflusst waren. Angeregt durch Reisen mit seinem Bruder nach Algier, Tunis, Ägypten und in den Sudan schuf er viele orientalische Szenen, aber auch biblische Motive, die im Stil den Präraffaeliten nahestehen. Außerdem schuf er zahlreiche Porträts bekannter Persönlichkeiten wie Thomas Mann oder Ricarda Huch.
1941 war er mit dem Ölgemälde Der goldene Herbst auf der Großen Deutschen Kunstausstellung in München vertreten. Außerdem stellte er mehrfach beim Kunstverein München aus, im Glaspalast und bei en Sezessionsausstellungen.

## Privates
1915 heiratete er die geschiedene Else von Boetticher, geb. Gaehtgens, aus Riga. Nach der Scheidung 1921 heiratete er 1922 in zweiter Ehe deren Cousine, die deutschnationale Publizistin Lenore Ripke-Kühn. Nach der Scheidung 1926 folgten zwei weitere Ehen.

## Schriften
- Durch Not und Tod : Schilderungen aus dem Weltkrieg 1914. Unter Mitw. von Hermann Frobenius jun. ges. und bearb. von Hermann Frobenius, 2 Bde. Wien/Leipzig 1914.